# کورسانو
کورسانو (به ایتالیایی: Corsano) یک کومونه در ایتالیا است که در استان لچه واقع شده‌است. کورسانو ۹ کیلومتر مربع مساحت و ۵٬۷۷۰ نفر جمعیت دارد و ۱۲۱ متر بالاتر از سطح دریا واقع شده‌است.